# Mike Alstott
Michael Joseph Alstott (* 21. Dezember 1973 in Joliet, Illinois) ist ein ehemaliger US-amerikanischer American-Football-Spieler, der seine gesamte Karriere bei den Tampa Bay Buccaneers in der National Football League (NFL) auf der Position des Fullbacks spielte.

## Frühe Jahre
Alstott ging in seiner Geburtsstadt Joliet, Illinois, auf die High School. Später besuchte er die Purdue University.

## NFL
Im NFL-Draft 1996 wurde er von den Tampa Bay Buccaneers in der zweiten Runde an 35. Stelle ausgewählt. Seinen ersten Touchdown erzielte er am 8. Spieltag der Saison 1996 bei der 9:13-Niederlage gegen die Arizona Cardinals. Insgesamt erzielte er drei Touchdowns in seiner ersten Saison. 1997 wurde er zum ersten Mal in den Pro Bowl gewählt.  In der Saison 2001 erzielte er seinen Karrierebestwert mit 10  erlaufenen Touchdowns in einer Saison. Von 1997 bis 2002 wurde er sechsmal hintereinander in den Pro Bowl berufen. Die Saison 2007 verpasste er auf Grund einer Nackenverletzung. Am 24. Januar 2008 gab er sein Karriereende bekannt.

## Persönliches
Alstott ist verheiratet und hat drei Kinder.